# Luxbooks
Luxbooks war ein deutscher Independent-Verlag mit Sitz in Wiesbaden.

## Geschichte
Das erste Programm des Verlags erschien 2008, der Verlag wurde von Annette Kühn und Christian Lux während ihrer Studienzeit gegründet. Beide lernten sich im Jahr 2001 während ihres Studiums der Buchwissenschaft an der Johannes Gutenberg-Universität in Mainz kennen. Beide waren darüber hinaus bis 2009 für den Suhrkamp Verlag tätig. Bis 2016 erschienen jährlich bis zu 14 Titel, u. a. amerikanische Lyrik in zweisprachigen Ausgaben. Von 2013 bis 2016 erschienen außerdem ein Prosa- und Sachbuchprogramm zeitgenössischer deutscher und internationaler Autoren. Im Rahmen dieser neuen Verlagssparte wurde der Verlag gemeinsam mit einer Kennerin und Mäzenin in eine GmbH umgewandelt. Diese wurde 2020 gelöscht.

## Rezeption
2011 stellte Michael Braun in der Neuen Zürcher Zeitung fest, dass Luxbooks der „derzeit wirkungsmächtigste Lyrikverlag im deutschsprachigen Raum“ sei.
2012 bezeichnete der Literaturkritiker Denis Scheck den Verlag in seiner Sendung Druckfrisch (ARD) als „eine der spektakulärsten Neugründungen der letzten Jahre“.

## Programm
Der Verlag veröffentlichte zeitgenössische Prosa, Sachbücher und Lyrik bzw. Lyrik vergangener Avantgarden, popkulturelle Studien und Graphic Novels. Die Verleger beschrieben ihre inhaltliche Position damit, dass die Popmoderne für sie sowohl Heimat als auch Verderbnis sei.
Die verschiedenen Reihen bei Luxbooks waren:
- Ohrensessel: Erzählungen und Romane der Gegenwart.
- Luftraum: politische, gesellschaftskritische Sachbücher
- Americana: US-amerikanische Lyrik des 20. und 21. Jahrhunderts, zweisprachig.
- Labor: junge deutsche Lyriker
- Latin: lateinamerikanische Lyrik, hg. von Léonce W. Lupette
- Slavica: slawische Lyrik.
- Grafik: illustrierte Erzählungen, Lyrik und Grafikbände

Verlegt werden Erstausgaben und Neuübersetzungen von u. a. Tobias Amslinger, John Ashbery, Rae Armantrout, Jane Austen, Fabián Casas, Hart Crane, Tadeusz Dąbrowski, H. D. (Hilda Doolittle), Esteban Echeverría, Carl-Christian Elze, Angélica Freitas, Peter Gizzi, Juana Manuela Gorriti, Barbara Guest, Amy Hempel, Adrian Kasnitz, Simone Kornappel, Norbert Lange, Ben Lerner, Amy Lowell, Léonce W. Lupette, Sarah Manguso, Mary Jo Bang, George Oppen, Kevin Prufer, Arne Rautenberg, Andre Rudolph, Volker Sielaff, Jan Skudlarek, Thien Tran, Charlotte Warsen.
Die Übersetzungen wurden meist von jüngeren deutschen Lyrikern vorgenommen.